# Tour de França de 2008
La 95a edició del Tour de França es va disputar entre el 5 i el 27 de juliol de 2008. Amb un recorregut repartit en 21 etapes i 3.554 km, aquesta edició es caracteritzà per l'absència del pròleg com a etapa inicial i la supressió de les bonificacions a l'arribada de cada etapa.
Les 21 etapes es repartiren de la següent manera: 2 contrarellotges individuals, 10 etapes planes, 4 etapes de mitja muntanya i 5 etapes de muntanya, sent la 17a etapa, amb final a l'Aup d'Uès, l'etapa reina d'aquesta edició.
La sortida es feu a Brest, a la Bretanya, i l'arribada tingué lloc als tradicionals Camps Elisis de París.
L'espanyol Carlos Sastre (CSC Saxo Bank) fou el vencedor final d'una edició molt oberta i igualada, en què cap ciclista sobresortí per damunt dels altres i en què la regularitat fou primordial a l'hora d'obtenir el triomf final. Sastre superà per poc menys d'un minut a un dels grans favorits pel triomf final, l'australià Cadel Evans (Silence-Lotto), segon classificat també en l'edició del 2007. El tercer classificat fou en un principi i per sorpresa, ja que en cap de les travesses entrava que l'austríac Bernhard Kohl (Gerolsteiner) acabés en aquesta plaça d'honor. A banda d'aquest 3r lloc també aconseguí el mallot de la muntanya. Mesos més tard es demostrà que s'havia dopat i va perdre aquestes places. El tercer lloc va anar a parar al rus Denís Ménxov i la classificació de la muntanya per al mateix Sastre.
Óscar Freire (Rabobank ProTeam), triple campió del món aconseguí la victòria final en la classificació per punts, sent la primera vegada en les 95 edicions celebrades del Tour de França que aquest mallot queda en poder d'un ciclista espanyol.
El luxemburguès Andy Schleck (CSC Saxo Bank) fou el primer dels joves i l'equip CSC Saxo Bank fou el clar dominador de la classificació per equips.
Un altre ciclista revelació d'aquesta edició fou el britànic Mark Cavendish (Columbia), vencedor de quatre etapes a l'esprint.
Com a aspectes negatius d'aquesta edició cal destacar els diferents casos de dòping que s'han detectat, sent el més sonat el de l'italià Riccardo Riccò i la important lesió patida per Óscar Pereiro com a conseqüència d'una caiguda patida durant el descens del Coll de l'Agnello, a la 15a etapa.

## Context

### El conflicte ASO/UCI
La societat Amaury Sport Organisation (ASO), organitzadora del Tour de França i altres proves de renom internacional, com la París-Roubaix, Lieja-Bastogne-Lieja, o la París-Niça), va decidir, el 2008, retirar les seves proves de l'UCI ProTour. Les curses afectades s'han integrat sigui dins el calendari de l'UCI Europa Tour (Fletxa Valona), sigui dins el calendari històric proposat per la Unió Ciclista Internacional el gener (París-Roubaix, Lieja-Bastogne-Lieja). L'ASO ha decidit organitzat les seves curses sota el paraigua de la Federació Francesa de ciclisme. Com a reacció a aquest fet, l'UCI va suspendre la FFC de les seves instàncies.
El Tour de França 2008 no figura en cap calendari de l'UCI i els ciclistes i equips que en prenen part no sumen cap punt pel calendari ProTour 2008. Aquesta retirada té igualment conseqüències sobre la selecció dels equips i els controls antidopatge.

### Equips convidats
En haver-se retirat del calendari ProTour l'ASO s'ha vist alliberada de l'obligació de convidar tots els equips ProTour a aquesta edició. Durant l'edició del 2007 l'ASO ja s'havia pres unes certes llibertats, en no convidar l'equip Unibet.com. El 2008 ha estat l'equip Astana el que no ha estat acceptat per l'ASO. El febrer, l'ASO vas anunciar la llista d'equips convidats a les seves proves, i la no acceptació de l'Astana per motius « dels danys causats per aquest equip al Tour de França i al ciclisme en general, tant el 2006 com el 2007 ». L'equip havia abandonat el Tour de França 2007 en resposta a un control antidopatge positiu efectuat al seu cap de files, Aleksandr Vinokúrov. A més a més l'Astana era la continuació de l'equip Liberty Seguros, dirigit per Manolo Saiz i implicat en l'operació Port.
Aquesta decisió suposà apartar tres potencials vencedors finals de la cursa: el vencedor i el tercer de l'edició anterior Alberto Contador i Levi Leipheimer, a banda d'Andreas Klöden, segon el 2004 i 2006. El nou director de l'Astana, Johan Bruyneel, lamenta aquesta decisió i considera que amb aquesta decisió el Tour «perdria molta de la seva credibilitat deixant de costat alguns dels millors corredors del món, que mai no han estat implicats en assumptes de dopatge». A banda informà que l'Astana es gastaria fins a 460.000 € durant el 2008 per lluitar contra el dopatge.
La tria completa d'equips pel Tour fou anunciada el març. Els escollits foren 17 equips del ProTour i 3 equips continentals: Agritubel i Barloworld, ja presents el 2007, i l'Slipstream Chipotle, que finalment canvia el nom pel de Garmin Chipotle durant el mes de juny.

## Controls anti-dopatge
Una altra conseqüència de la sortida del Tour del paraigua de l'UCI és que els controls antidopatge no seran efectuats per aquesta darrera, sinó per l'Agència francesa de lluita contra el dopatge. A més a més, aquesta no es beneficia de les dades del passaport biològic establert acomençament de temporada, ja que l'UCI es nega a comunicar les dades.

### Casos de dopatge en aquesta edició del Tour
En els controls previs a l'inici de la cursa tots els ciclistes són considerats aptes, així com en els controls efectuats a 36 ciclistes moments abans de la segona etapa.
Durant la disputa de la 7a etapa es va conèixer el primer cas de dopatge de l'edició del Tour de França 2008. L'espanyol Manuel Beltrán va donar positiu per EPO en un control antidopatge realitzat durant la disputa de la 1a etapa d'aquesta edició. De resultes d'aquest positiu Beltrán ha estat expulsat del Tour pel seu equip, el Liquigas, cosa que ha permès a l'equip poder continuar en cursa.
El segon cas de dòping fou el protagonitzat per l'espanyol Moisés Dueñas Nevado de l'equip Barloworld. El control en el qual va donar positiu per EPO es va realitzar en finalitzar la 4a etapa. De bon matí la policia es va presentar a l'hotel en què estava hostatjat el seu equip per informar-lo del fet, sent arrestat i dut a comissari per a l'interrogatori. En el posterior registre de l'habitació es van trobar substàncies dopants que no havien estat receptades pels metges de l'equip. L'equip Barloworld va reaccionar expulsant el ciclista de l'equip i de la competició, amb la qual cosa se'l permeté continuar en cursa.
El tercer cas de dòping, i el més sonat fins al moment, ha estat el positiu per EPO de l'italià Riccardo Riccò, detectat en un control antidòping durant la 4a etapa. De resultes d'aquest positiu tot el seu equip, Saunier Duval-Scott, va abandonar la cursa.
Una vegada finalitzada aquesta edició es va fer públic un nou cas de dopatge. El kazakh Dmitri Fofónov, de l'equip Crédit Agricole, va donar positiu per un estimulant en un control efectuat a la 18a etapa.
Al 6 d'octubre es van anunciar els positius de Leonardo Piepoli i Stefan Schumacher per EPO de 3a generació i al 13 del mateix mes, també es confirma el dopatge de Bernhard Kohl

## Noves classificacions
Degut a tots els casos de dopatge, finalment l'UCI va emetre unes noves classificacions finals del Tour. Així, a la 4a etapa Kim Kirchen va ser el guanyador en lloc de Stefan Schumacher, a la 6a i a la 9a Alejandro Valverde i Vladímir Iefimkin en lloc de Riccardo Riccò, a la 10a Juan José Cobo en lloc de Leonardo Piepoli i a la 20a, Fabian Cancellara en lloc de Schumacher. També es van desqualificar aquells ciclistes que van aconseguir acabar la cursa, perdent Bernhard Kohl la 3a plaça final.

## Com s'estableixen les classificacions per punts i de la muntanya

### Classificació per punts
La classificació per punts s'estableix en funció dels següents barems:
- Arribades de les etapes planes: 35, 30, 26, 24, 22, 20, 19, ... fins a 1 punt pel 25è classificat.
- Arribades de les etapes de mitjna muntanya: 25, 22, 20, 18, 16, 15, ... fins a 1 punt pel 20è classificat.
- Arribades de les etapes de muntanya: 20, 17, 15, 13, 12, 10, 9, ... fins a 1 punt pel 15è classificat.
- Arribades de les etapes contra-rellotge individual: 15, 12, 10, 8, 6, 5, 4, 3, 2 i 1 punt pels 10 primers classificats.
- Esprints intermedis (dos o tres per etapa en línia): 6, 4 i 2 punts pels 3 primers.

### Classificació de la muntanya
La classificació de la muntanya s'estableix en funció dels següents barems:
- Ports de categoria especial: 20, 18, 16, 14, 12, 10, 8, 7, 6 i 5 punts pels 10 primers classificats.
- Ports de 1a categoria : 15, 13, 11, 9, 8, 7, 6 i 5 punts pels 8 primers classificats.
- Ports de 2a categoria : 10, 9, 8, 7, 6 i 5 punts pels 6 primers classificats.
- Ports de 3a categoria : 4, 3, 2 i 1 punt pels 4 primers classificats.
- Ports de 4a categoria : 3, 2 i 1 punt pels 3 primers classificats.

Els punts atribuïts als ports de categoria especial, primera i segona són doblats quan és el darrer port de l'etapa.

## Equips participants
Els equips que prenen part al Tour de França 2008 són els següents:
| País          | Codi UCI | Nom de l'equip                   | Cap de files          |
| ------------- | -------- | -------------------------------- | --------------------- |
| França        | ALM      | Ag2r-La Mondiale                 | Cyril Dessel          |
| França        | AGR      | Agritubel                        | Christophe Moreau     |
| Regne Unit    | BAR      | Barloworld                       | Mauricio Soler        |
| França        | BTL      | Bouygues Télécom                 | Pierrick Fédrigo      |
| Espanya       | GCE      | Caisse d'Epargne                 | Alejandro Valverde    |
| França        | COF      | Cofidis, Le Crédit par Téléphone | Sylvain Chavanel      |
| França        | C.A      | Crédit Agricole                  | Thor Hushovd          |
| Espanya       | EUS      | Euskaltel-Euskadi                | Haimar Zubeldia       |
| França        | FDJ      | Française des Jeux               | Sandy Casar           |
| Alemanya      | GST      | Gerolsteiner                     | Stefan Schumacher     |
| Itàlia        | LAM      | Lampre                           | Damiano Cunego        |
| Itàlia        | LIQ      | Liquigas                         | Filippo Pozzato       |
| Bèlgica       | QST      | Quick Step                       | Stijn Devolder        |
| Països Baixos | RAB      | Rabobank                         | Denís Ménxov          |
| Espanya       | SDV      | Saunier Duval-Scott              | Riccardo Riccò        |
| Bèlgica       | SIL      | Silence-Lotto                    | Cadel Evans           |
| Estats Units  | TSL      | Team Garmin-Chipotle             | Christian Vande Velde |
| Dinamarca     | CSC      | Team CSC Saxo Bank               | Carlos Sastre         |
| Estats Units  | COL      | Team Columbia                    | Kim Kirchen           |
| Alemanya      | MRM      | Team Milram                      | Erik Zabel            |

## Ciclistes participants dels Països Catalans
Els ciclistes dels Països Catalans que prenen part al Tour de França 2008 són els següents:
| Nom                | Dorsal | Nom de l'equip      | Codi UCI | Classificació individual |
| ------------------ | ------ | ------------------- | -------- | ------------------------ |
| Joan Antoni Flecha | 132    | Rabobank            | RAB      | Fora de control          |
| Xavier Florencio   | 143    | Bouygues Telecom    | BTL      | 101è                     |
| Eduard Gonzalo     | 125    | Agritubel           | AGR      | 39è                      |
| Josep Jufré        | 177    | Saunier Duval-Scott | SDV      | Abandonament             |

## Etapes
| Etapa     | Data         | Recorregut                     | km                   | Guanyador                             | Líder                           |
| --------- | ------------ | ------------------------------ | -------------------- | ------------------------------------- | ------------------------------- |
| 1a etapa  | 5 de juliol  | Brest – Plumelec               | 195                  | Alejandro Valverde                    | Alejandro Valverde              |
| 2a etapa  | 6 de juliol  | Auray – Saint-Brieuc           | 165                  | Thor Hushovd                          | Alejandro Valverde              |
| 3a etapa  | 7 de juliol  | Saint-Malo – Nantes            | 195                  | Samuel Dumoulin                       | Romain Feillu                   |
| 4a etapa  | 8 de juliol  | Cholet – Cholet                | 29 (CRI)             | Stefan Schumacher · Kim Kirchen       | Stefan Schumacher · Kim Kirchen |
| 5a etapa  | 9 de juliol  | Cholet – Châteauroux           | 230                  | Mark Cavendish                        | Stefan Schumacher · Kim Kirchen |
| 6a etapa  | 10 de juliol | Aigurande – Super-Besse        | 195                  | Riccardo Riccò · Alejandro Valverde   | Kim Kirchen                     |
| 7a etapa  | 11 de juliol | Brioude – Orlhac               | 158                  | Luis León Sánchez                     | Kim Kirchen                     |
| 8a etapa  | 12 de juliol | Fijac – Tolosa                 | 174                  | Mark Cavendish                        | Kim Kirchen                     |
| 9a etapa  | 13 de juliol | Tolosa – Banhèras de Bigòrra   | 222                  | Riccardo Riccò · Vladímir Iefimkin    | Kim Kirchen                     |
| 10a etapa | 14 de juliol | Pau – Hautacam                 | 154                  | Leonardo Piepoli · Juan José Cobo     | Cadel Evans                     |
|           | 15 de juliol | (jornada de descans)           | (jornada de descans) | (jornada de descans)                  | (jornada de descans)            |
| 11a etapa | 16 de juliol | Lannemezan – Foix              | 166                  | Kurt Asle Arvesen                     | Cadel Evans                     |
| 12a etapa | 17 de juliol | L'Avelanet – Narbona           | 168                  | Mark Cavendish                        | Cadel Evans                     |
| 13a etapa | 18 de juliol | Narbona – Nimes                | 182                  | Mark Cavendish                        | Cadel Evans                     |
| 14a etapa | 19 de juliol | Nimes – Dinha                  | 182                  | Óscar Freire                          | Cadel Evans                     |
| 15a etapa | 20 de juliol | Dinha – Prato Nevoso           | 216                  | Simon Gerrans                         | Fränk Schleck                   |
|           | 21 de juliol | (jornada de descans)           | (jornada de descans) | (jornada de descans)                  | (jornada de descans)            |
| 16a etapa | 22 de juliol | Cuneo – Jausiers               | 157                  | Cyril Dessel                          | Fränk Schleck                   |
| 17a etapa | 23 de juliol | Ambrun – Aup d'Uès             | 210                  | Carlos Sastre                         | Carlos Sastre                   |
| 18a etapa | 24 de juliol | Bourg-d'Oisans – Saint-Étienne | 197                  | Marcus Burghardt                      | Carlos Sastre                   |
| 19a etapa | 25 de juliol | Roanne – Montluçon             | 163                  | Sylvain Chavanel                      | Carlos Sastre                   |
| 20a etapa | 26 de juliol | Cérilly – Saint-Amand-Montrond | 53 (CRI)             | Stefan Schumacher · Fabian Cancellara | Carlos Sastre                   |
| 21a etapa | 27 de juliol | Étampes – París (Camps Elisis) | 143                  | Gert Steegmans                        | Carlos Sastre                   |

### Evolució de les classificacions dels 10 primers de la general
|     | Ciclista              | 1  | 2   | 3  | 4  | 5  | 6  | 7  | 8  | 9  | 10 | 11 | 12 | 13 | 14 | 15 | 16 | 17 | 18 | 19 | 20 | 21 |
| --- | --------------------- | -- | --- | -- | -- | -- | -- | -- | -- | -- | -- | -- | -- | -- | -- | -- | -- | -- | -- | -- | -- | -- |
| 1   | Carlos Sastre         | 14 | 27  | 31 | 23 | 23 | 12 | 12 | 12 | 10 | 6  | 6  | 6  | 6  | 6  | 6  | 4  | 1  | 1  | 1  | 1  | 1  |
| 2   | Cadel Evans           | 6  | 5   | 9  | 4  | 4  | 2  | 2  | 2  | 2  | 1  | 1  | 1  | 1  | 1  | 3  | 3  | 4  | 4  | 4  | 2  | 2  |
| DSQ | Bernhard Kohl         | 41 | 127 | 37 | 24 | 24 | 19 | 15 | 15 | 13 | 4  | 4  | 4  | 4  | 4  | 2  | 2  | 3  | 3  | 3  | 3  | 3  |
| 4   | Denís Ménxov          | 26 | 25  | 52 | 11 | 11 | 7  | 5  | 5  | 5  | 5  | 5  | 5  | 5  | 5  | 4  | 5  | 5  | 5  | 5  | 4  | 4  |
| 5   | Christian Vande Velde | 18 | 21  | 25 | 6  | 6  | 4  | 4  | 4  | 3  | 3  | 3  | 3  | 3  | 3  | 5  | 6  | 6  | 6  | 6  | 5  | 5  |
| 6   | Fränk Schleck         | 7  | 9   | 11 | 28 | 28 | 17 | 13 | 13 | 11 | 2  | 2  | 2  | 2  | 2  | 1  | 1  | 2  | 2  | 2  | 6  | 6  |
| 7   | Samuel Sánchez        | 19 | 16  | 18 | 19 | 19 | 11 | 11 | 11 | 9  | 13 | 13 | 11 | 11 | 11 | 10 | 9  | 8  | 8  | 8  | 7  | 7  |
| 8   | Kim Kirchen           | 4  | 2   | 5  | 2  | 2  | 1  | 1  | 1  | 1  | 7  | 7  | 7  | 7  | 7  | 7  | 7  | 11 | 11 | 11 | 8  | 8  |
| 9   | Alejandro Valverde    | 1  | 1   | 4  | 17 | 17 | 8  | 6  | 6  | 6  | 14 | 14 | 12 | 12 | 12 | 9  | 8  | 7  | 7  | 7  | 9  | 9  |
| 10  | Tadej Valjavec        | 32 | 22  | 26 | 30 | 30 | 22 | 19 | 19 | 17 | 15 | 15 | 13 | 13 | 13 | 13 | 10 | 9  | 9  | 9  | 10 | 10 |

## Classificacions finals

### Classificació general
| Pos. | Ciclista              | Equip              | Temps       |
| ---- | --------------------- | ------------------ | ----------- |
| 1.   | Carlos Sastre         | CSC-Saxo Bank      | 87h 52' 52" |
| 2    | Cadel Evans           | Silence-Lotto      | + 58"       |
| DSQ  | Bernhard Kohl         | Gerolsteiner       | + 01' 13"   |
| 3    | Denís Ménxov          | Rabobank ProTeam   | + 02' 10"   |
| 4    | Christian Vande Velde | Garmin Chipotle    | + 03' 05"   |
| 5    | Fränk Schleck         | CSC-Saxo Bank      | + 04' 28"   |
| 6    | Samuel Sánchez        | Euskaltel-Euskadi  | + 06' 25"   |
| 7    | Kim Kirchen           | Columbia           | + 06' 55"   |
| 8    | Alejandro Valverde    | Caisse d'Epargne   | + 07' 12"   |
| 9    | Tadej Valjavec        | AG2R Prévoyance    | + 09' 05"   |
| 10   | Vladímir Iefimkin     | AG2R Prévoyance    | + 9' 55″    |
| 11   | Andy Schleck          | Team CSC Saxo Bank | + 11' 32″   |
| 12   | Roman Kreuziger       | Liquigas           | + 12' 59″   |
| 13   | Sandy Casar           | FDJ                | + 19' 23″   |
| 14   | Amaël Moinard         | Cofidis            | + 23' 31″   |
| 15   | Mikel Astarloza       | Euskaltel–Euskadi  | + 23' 40″   |
| 16   | Kanstantsín Siutsou   | Columbia           | + 24' 55″   |
| 17   | Aleksandr Botxarov    | Crédit Agricole    | + 27' 11″   |
| DSQ  | Dmitri Fofónov        | Crédit Agricole    | + 28' 31″   |
| 18   | Vincenzo Nibali       | Liquigas           | + 28' 33″   |

| Pos. | Ciclista            | Equip              | Temps        |
| ---- | ------------------- | ------------------ | ------------ |
| 19   | Stephane Goubert    | AG2R Prévoyance    | + 31' 50″    |
| 20   | Laurens Ten Dam     | Rabobank ProTeam   | + 32' 59″    |
| 21   | Maxime Monfort      | Cofidis            | + 35' 41″    |
| 22   | Iaroslav Popòvitx   | Silence-Lotto      | + 36' 24″    |
| DSQ  | Stefan Schumacher   | Gerolsteiner       | + 37' 20″    |
| 23   | Sylwester Szmyd     | Lampre             | + 44' 43″    |
| 24   | Marzio Bruseghin    | Lampre             | + 45' 19″    |
| 25   | Cyril Dessel        | AG2R Prévoyance    | + 46' 31″    |
| 26   | Christian Knees     | Team Milram        | + 47' 43″    |
| 27   | David Arroyo        | Caisse d'Epargne   | + 48' 23″    |
| 28   | Mario Aerts         | Silence-Lotto      | + 48' 58″    |
| 29   | Pierrick Fédrigo    | Bouygues Telecom   | + 50' 19″    |
| 30   | Markus Fothen       | Gerolsteiner       | + 1h 01' 04″ |
| 31   | Koos Moerenhout     | Rabobank ProTeam   | + 1h 05' 38″ |
| 32   | George Hincapie     | Columbia           | + 1h 08' 15″ |
| 33   | Matteo Carrara      | Quick Step         | + 1h 09' 25″ |
| 34   | Jens Voigt          | Team CSC Saxo Bank | + 1h 11' 55″ |
| 35   | Jérôme Pineau       | Bouygues Telecom   | + 1h 12' 58″ |
| 36   | Eduard Gonzalo      | Agritubel          | + 1h 20' 06″ |
| 37   | Christophe Le Mével | Crédit Agricole    | + 1h 20' 24″ |

| Pos. | Ciclista           | Equip            | Punts |
| ---- | ------------------ | ---------------- | ----- |
| 1    | Óscar Freire       | Rabobank ProTeam | 270   |
| 2    | Thor Hushovd       | Crédit Agricole  | 220   |
| 3    | Erik Zabel         | Team Milram      | 217   |
| 4    | Leonardo Duque     | Cofidis          | 181   |
| 5    | Kim Kirchen        | Columbia         | 155   |
| 6    | Alejandro Valverde | Caisse d'Epargne | 136   |
| 7    | Robert Hunter      | Barloworld       | 131   |
| 8    | Robbie McEwen      | Silence-Lotto    | 129   |
| 9    | Julian Dean        | Garmin-Chipotle  | 119   |
| 10   | Gerald Ciolek      | Columbia         | 116   |

| Pos. | Ciclista           | Equip              | Punts |
| ---- | ------------------ | ------------------ | ----- |
| DSQ  | Bernhard Kohl      | Gerolsteiner       | 128   |
| 1    | Carlos Sastre      | Team CSC Saxo Bank | 80    |
| 2    | Fränk Schleck      | Team CSC Saxo Bank | 80    |
| 3    | Thomas Voeckler    | Bouygues Telecom   | 65    |
| 4    | Sebastian Lang     | Gerolsteiner       | 62    |
| DSQ  | Stefan Schumacher  | Gerolsteiner       | 61    |
| 5    | John-Lee Augustyn  | Barloworld         | 61    |
| 6    | Alejandro Valverde | Caisse d'Epargne   | 58    |
| 7    | Rémy Di Gregorio   | FDJ                | 52    |
| 8    | Egoi Martinez      | Euskaltel–Euskadi  | 51    |

| Pos. | Ciclista          | Equip              | Temps        |
| ---- | ----------------- | ------------------ | ------------ |
| 1    | Andy Schleck      | Team CSC Saxo Bank | 88h 04' 24″  |
| 2    | Roman Kreuziger   | Liquigas           | + 1' 27″     |
| 3    | Vincenzo Nibali   | Liquigas           | + 17' 01″    |
| 4    | Maxime Monfort    | Cofidis            | + 24' 09″    |
| 5    | Eduard Gonzalo    | Agritubel          | + 1h 08' 34″ |
| 6    | Thomas Lövkvist   | Columbia           | + 1h 13' 55″ |
| 7    | John-Lee Augustyn | Barloworld         | + 1h 24' 49″ |
| 8    | Peter Velits      | Team Milram        | + 1h 38' 17″ |
| 9    | Rémy di Gregorio  | FDJ                | + 1h 38' 22″ |
| 10   | Luis León Sánchez | Caisse d'Epargne   | + 1h 44' 07" |

| Pos. | Equip              | Temps        |
| ---- | ------------------ | ------------ |
| 1    | Team CSC Saxo Bank | 263h 29' 57" |
| 2    | AG2R Prévoyance    | + 15' 35"    |
| 3    | Rabobank ProTeam   | + 1h 05' 26" |
| 4    | Euskaltel–Euskadi  | + 1h 16' 26" |
| 5    | Silence-Lotto      | + 1h 17' 15" |
| 6    | Caisse d'Epargne   | + 1h 20' 28" |
| 7    | Columbia           | + 1h 23' 00" |
| 8    | Lampre             | + 1h 26' 24" |
| 9    | Gerolsteiner       | + 1h 27' 40" |
| 10   | Crédit Agricole    | + 1h 37' 16" |

### Evolució de les classificacions
| Etapa (Vencedor)               | Classificació general | Classificació per punts | Classificació de la muntanya | Classificació dels joves | Classificació per equips |
| ------------------------------ | --------------------- | ----------------------- | ---------------------------- | ------------------------ | ------------------------ |
| 1a etapa Alejandro Valverde    | Alejandro Valverde    | Alejandro Valverde      | Thomas Voeckler              | Riccardo Riccò           | Caisse d'Epargne         |
| 2a etapa Thor Hushovd          | Alejandro Valverde    | Kim Kirchen             | Thomas Voeckler              | Riccardo Riccò           | Caisse d'Epargne         |
| 3a etapa Samuel Dumoulin       | Romain Feillu         | Kim Kirchen             | Thomas Voeckler              | Romain Feillu            | Garmin Chipotle          |
| 4a etapa Kim Kirchen           | Stefan Schumacher     | Kim Kirchen             | Thomas Voeckler              | Thomas Lövkvist          | Garmin Chipotle          |
| 5a etapa Mark Cavendish        | Stefan Schumacher     | Thor Hushovd            | Thomas Voeckler              | Thomas Lövkvist          | Garmin Chipotle          |
| 6a etapa Alejandro Valverde    | Kim Kirchen           | Kim Kirchen             | Sylvain Chavanel             | Thomas Lövkvist          | Garmin Chipotle          |
| 7a etapa Luis León Sánchez Gil | Kim Kirchen           | Kim Kirchen             | David de la Fuente           | Thomas Lövkvist          | Team CSC-Saxo Bank       |
| 8a etapa Mark Cavendish        | Kim Kirchen           | Óscar Freire            | David de la Fuente           | Thomas Lövkvist          | Team CSC-Saxo Bank       |
| 9a etapa Vladímir Iefimkin     | Kim Kirchen           | Kim Kirchen             | David de la Fuente           | Andy Schleck             | Team CSC-Saxo Bank       |
| 10a etapa Juan José Cobo       | Cadel Evans           | Óscar Freire            | Riccardo Riccò               | Riccardo Riccò           | Saunier Duval-Scott      |
| 11a etapa Kurt Asle Arvesen    | Cadel Evans           | Óscar Freire            | Riccardo Riccò               | Riccardo Riccò           | Team CSC-Saxo Bank       |
| 12a etapa Mark Cavendish       | Cadel Evans           | Óscar Freire            | Sebastian Lang               | Vincenzo Nibali          | Team CSC-Saxo Bank       |
| 13a etapa Mark Cavendish       | Cadel Evans           | Óscar Freire            | Sebastian Lang               | Vincenzo Nibali          | Team CSC-Saxo Bank       |
| 14a etapa Óscar Freire         | Cadel Evans           | Óscar Freire            | Sebastian Lang               | Vincenzo Nibali          | Team CSC-Saxo Bank       |
| 15a etapa Simon Gerrans        | Fränk Schleck         | Óscar Freire            | Bernhard Kohl                | Vincenzo Nibali          | Team CSC-Saxo Bank       |
| 16a etapa Cyril Dessel         | Fränk Schleck         | Óscar Freire            | Bernhard Kohl                | Andy Schleck             | Team CSC-Saxo Bank       |
| 17a etapa Carlos Sastre        | Carlos Sastre         | Óscar Freire            | Bernhard Kohl                | Andy Schleck             | Team CSC-Saxo Bank       |
| 18a etapa Marcus Burghardt     | Carlos Sastre         | Óscar Freire            | Bernhard Kohl                | Andy Schleck             | Team CSC-Saxo Bank       |
| 19a etapa Sylvain Chavanel     | Carlos Sastre         | Óscar Freire            | Bernhard Kohl                | Andy Schleck             | Team CSC-Saxo Bank       |
| 20a etapa Fabian Cancellara    | Carlos Sastre         | Óscar Freire            | Bernhard Kohl                | Andy Schleck             | Team CSC-Saxo Bank       |
| 21a etapa Gert Steegmans       | Carlos Sastre         | Óscar Freire            | Bernhard Kohl                | Andy Schleck             | Team CSC-Saxo Bank       |
| Vencedor final                 | Carlos Sastre         | Óscar Freire            | Bernhard Kohl                | Andy Schleck             | Team CSC-Saxo Bank       |

Maillots vestits per altres ciclistes quan un mateix lidera diferents classificacions
- a l'etapa 2, Philippe Gilbert duu el mallot dels punts
- a l'etapa 4, Andy Schleck duu el mallot dels joves
- a l'etapa 7, Thor Hushovd duu el mallot dels punts
- a les etapes 8 i 10, Óscar Freire duu el mallot dels punts
- a les etapes 11 i 12, Vincenzo Nibali duu el mallot dels joves
- a l'etapa 12, ningú porta el mallot de la muntanya perquè Riccardo Riccò fou desqualificat per dòping